# Badimnhal, Kushtagi
Badimnhal là một làng thuộc tehsil Kushtagi, huyện Koppal, bang Karnataka, Ấn Độ.